# 何靜雯
何靜雯（英語：Candace Ho Ching Man，1982年2月15日—）是前有線新聞前主播。

## 簡歷
是香港的新聞從業員。她2009年畢業於樹仁大學的新聞與傳播學系，同年7月加入無綫新聞任職實習記者。
2010年起再轉投鳳凰衛視擔任記者期後升任做主播。
2014年起再轉投有線新聞擔任主播。
2020年9月，何靜雯與王巧、劉紫鳳及張曉雯拍攝新版本《日日有頭條》宣傳片，取代王春媚與王巧拍攝的舊版本。
2021年2月9日，何靜雯主持當日晚間7點至8點的新聞報道後離職，現時去向未明。